# Lisandro Semedo
Lisandro Pedro Varela Semedo (Setúbal, 12 maart 1996) is een Portugees-Kaapverdisch voetballer die doorgaans als aanvaller speelt. Hij verruilde Apollon Limasol in juli 2018 voor Fortuna Sittard, dat hem in het voorgaande seizoen al huurde.

## Carrière
Semedo speelde in de jeugd van Sporting Lissabon en Reading FC. In het seizoen 2016/17 speelde hij voor AEZ Zakakiou in de A Divizion, waarmee hij laatste eindigde en degradeerde. Hij vertrok naar Apollon Limasol, wat hem voor twee seizoenen aan Fortuna Sittard verhuurde. In Limburg werd hij in de tweede periode van het seizoen 2017/18 uitgeroepen tot beste speler en ontving hij de Bronzen Stier. Mede dankzij hem won Fortuna de periodetitel en stond het bovenaan in de reguliere stand. De Portugees was de zesde buitenlandse speler die de prijs won. Onder anderen Keisuke Honda en Dries Mertens gingen hem voor.

## Clubstatistieken
| Seizoen                    | Club              | Competitie     | Competitie | Competitie | Beker | Beker | Totaal | Totaal |
| Seizoen                    | Club              | Competitie     | Wed.       | Dlp.       | Wed.  | Dlp.  | Wed.   | Dlp.   |
| -------------------------- | ----------------- | -------------- | ---------- | ---------- | ----- | ----- | ------ | ------ |
| 2016/17                    | AEZ Zakakiou      | A Divizion     | 15         | 1          | 0     | 0     | 15     | 1      |
| 2017/18                    | Apollon Limasol   | A Divizion     | 0          | 0          | 0     | 0     | 0      | 0      |
| 2017/18                    | → Fortuna Sittard | Eerste divisie | 37         | 15         | 3     | 0     | 40     | 15     |
| 2018/19                    | Fortuna Sittard   | Eredivisie     | 28         | 3          | 4     | 1     | 32     | 4      |
| Carrièretotaal             | Carrièretotaal    | Carrièretotaal | 80         | 19         | 7     | 1     | 87     | 20     |
| Bijgewerkt op 26 juni 2019 |                   |                |            |            |       |       |        |        |